# Martha Stettler

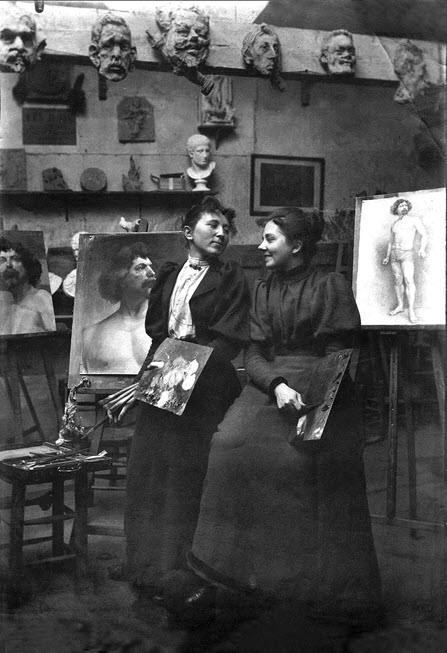
Martha Stettler und Alice Dannenberg (links)

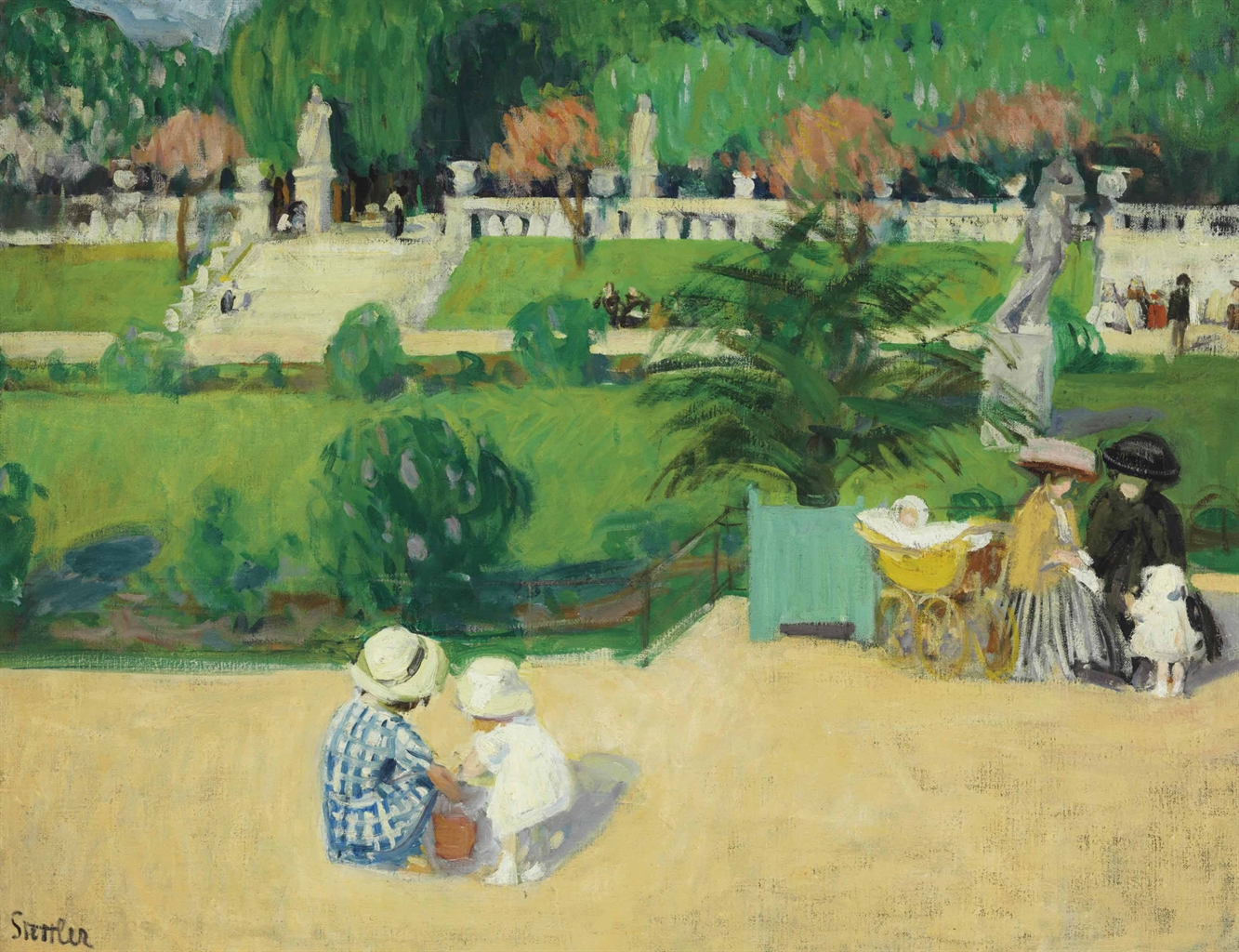
«Dans le Jardin du Luxembourg»

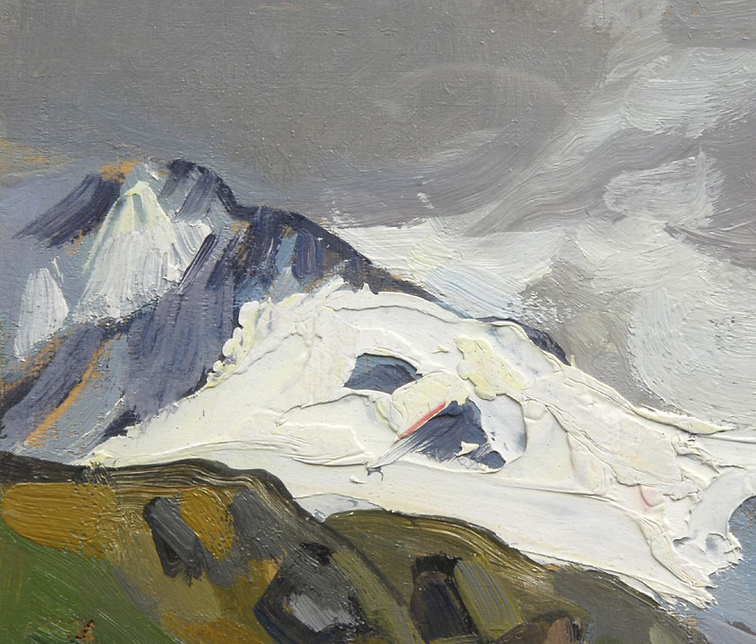
«Fex-Gletscher»

Adelheid Fanny Martha Stettler (* 25. September 1870 in Bern; † 16. Dezember 1945 in Châtillon bei Paris) war eine Schweizer Malerin.

## Leben und Werk
Martha Stettler war die Tochter des Berner Architekten, Zeichners und Aquarellisten Eugen Stettler und der Clara Stettler-von Fischer. Sie absolvierte in den Jahren 1886 bis 1891 eine Ausbildung an der Berner Kunstschule bei Wilhelm Benteli (1839–1924) und Paul Volmar. 1892 wechselte sie an die École des Beaux-Arts in Genf zu Léon Gaud (1844–1908) und Henri Hébert (1849–1917). 1893 übersiedelte sie nach Paris, wo sie kurz an der Académie Julian lernte, bevor sie von 1894 bis 1898 bei Luc-Olivier Merson (1846–1920) studierte. 1898 wechselte sie ins Atelier von Lucien Simon (1861–1945). Stettler kommentierte ihren Wechsel wie folgt: «Das war wie aus einem dämmerigen Zimmer in den Sonnenschein.».
Sie war Mitbegründerin der Académie de la Grande Chaumière in Paris (zu deren Schülern u. a. Alberto Giacometti und Meret Oppenheim gehörten) und von 1909 bis zu Ende 1943 auch deren Leiterin zusammen mit ihrer Lebenspartnerin, der deutschbaltischen Malerin Alice Dannenberg (1861–1948). Stettler stellte ihre Werke in Paris und in der Schweiz aus. Sie erhielt 1910 an der Weltausstellung von Brüssel eine Medaille. Als erste Frau konnte sie für die Schweiz an der Biennale di Venezia im Jahr 1920 ausstellen.
Sie bereiste Europa und verbrachte häufig die Sommermonate im Berner Oberland. Stettler malte mit Vorliebe Kinderszenen in Pariser Parkanlagen und in Innenräumen, Landschaftsbilder und Stillleben. Sie wird den Spätimpressionisten zugerechnet. Stettlers Schaffen wurden schon zu ihrer Lebzeit breit anerkannt. Nach ihrem Tod gerieten ihre Werke zunehmend in Vergessenheit.
Martha Stettler gehörte dem Berner Patriziergeschlecht der Stettler an. Sie besass damit das Burgerrecht der Stadt Bern. Sie war unverheiratet. Stettlers Grab befand sich auf dem Cimetière parisien de Bagneux.

## Wichtige Ausstellungen
- 2018: Kunstmuseum Bern, Bern, Einzelausstellung
- 2021: Musée d’Orsay, Paris, Gruppenausstellung
- 2021: Schloss Achberg, Achberg, Einzelausstellung – zusammen mit Eugen Stettler